# Ульяновський державний університет
Ульяновський державний університет (рос. Ульяновский государственный университет) — класичний заклад вищої освіти в російському Ульяновську, заснований у 1988 році.
Член Асоціації класичних університетів Росії.

## Історія
В лютому 1988 року прийнято постанову Ради Міністрів СРСР про відкриття Ульяновської філії Московського університету імені М. В. Ломоносова. 
17 грудня 1995 року указом Президента РФ філія МДУ ім. М. В. Ломоносова в Ульяновську реорганізована у самостійний Ульяновський державний університет.
У квітні 2017 року Ульяновський державний університет здобув перемогу в конкурсі Міністерства освіти і науки РФ і отримав статус Опорного вузу Ульяновської області, а в грудні 2017 року на міжвузівському форумі «Опорні університети — драйвери розвитку регіонів» Ульяновський державний університет увійшов до числа переможців федерального конкурсного відбору в рамках пріоритетного проекту «Вузи як центри простору створення інновацій» і отримав статус Університетського центру інноваційного, технологічного і соціального розвитку регіону.

## Структура

### 6 інститутів
- Інститут економіки та бізнесу:
  - Факультет управління;
  - Факультет економіки;
  - Бізнес-факультет;
- Інститут медицини, екології та фізичної культури:
  - Медичний факультет;
  - Факультет фізичної культури та реабілітації;
  - Екологічний факультет;
  - Факультет післядипломної медичної та фармацевтичної освіти;
  - Медичний коледж;
  - Відділ навчально-дослідницької роботи;
  - Регіональний центр телемедицини;
  - Стоматологічна клініка;
  - Центр сприяння зміцненню здоров'я;
  - Навчальний спортивно-оздоровчий центр;
  - Природничий музей;
  - Відділ інформаційних технологій;
- Інститут міжнародних відносин:
  - Факультет лінгвістики і міжнародного співробітництва;
  - Факультет іноземних мов та професійної комунікації;
  - Російсько-Американський факультет;
  - Російсько-Німецький факультет;
  - Міжнародний лінгвістичний центр INTERLINGUA;
- Інститут додаткової освіти;
- Науково-дослідний технологічний інститут;
- Корпоративний інститут високих технологій в автомобілебудуванні;

### 8 незалежних факультетів
- Факультет математики, інформаційних і авіаційних технологій;
- Інженерно-фізичний факультет високих технологій;
- Юридичний факультет;
- Факультет гуманітарних наук і соціальних технологій;
- Факультет культури і мистецтва;
- Факультет трансферних спеціальностей;
- Факультет підвищення кваліфікації викладачів;
- Заволзький економіко-гуманітарний факультет;

### Підрозділи середньої професійної освіти
- Медичний коледж
- Музичне училище імені .Г.І. Шадріної
- Автомеханічний технікум
- Сучасний відкритий коледж «СОКІЛ»;

### Філії
- Інзенська філія УлдУ

### Представництво
- Новоспаське представництво УлДУ

### Центри
- Науково-освітній центр в області філософських наук
- Центр нафтогазової освіти
- Освітньо-інформаційний Центр федеральної комп'ютерної мережі RUNNet
- Науково-освітній Центр в області психології і педагогіки
- Центр соціально-правової допомоги населенню. Правнича клініка
- Центр психолого-педагогічної реабілітації та корекції неповнолітніх, які зловживають наркотиками та іншими психоактивними речовинами
- Центр довузівської підготовки
- Центр нанотехнологій і матеріалів
- Науково-дослідний центр CALS-технологій
- Науково-освітній центр радіаційних технологій
- Лабораторія моделювання поведінки неорганічних матеріалів
- Центр колективного користування
- Центр інтернет-освіти
- Школа мультимедіа-технологій
- Науково-дослідний центр «Усна історія науки».